# Doktorzy honoris causa Uniwersytetu Śląskiego
Doktorzy honoris causa Uniwersytetu Śląskiego w Katowicach
- 1975
  - prof. dr hab. Stanisław Turski – matematyk (promocja – 2 października 1975)
  - dr Edmund Jan Osmańczyk – doktor nauk politycznych, pisarz, publicysta, korespondent (promocja – 2 października 1975)
- 1977
  - generał brygady Jerzy Ziętek – wojewoda śląski, uczestnik powstań śląskich i drugiej wojny światowej (promocja – 1 października 1977)
  - prof. dr hab. Kazimierz Popiołek – historyk, pierwszy rektor Uniwersytetu Śląskiego (promocja – 1 października 1977)
  - prof. dr hab. Włodzimierz Trzebiatowski – chemik (promocja – 1 października 1977)
  - prof. dr hab. Witold Taszycki – historyk języka, badacz onomastyki i dialektologii historycznej (promocja – 5 października 1977)
  - prof. dr hab. Mieczysław Klimaszewski – geograf, geomorfolog (promocja – 5 października 1977)
- 1978
  - prof. dr hab. akademik Jurij Andriejewicz Żdanow – chemik, fizyk, astrofizyk, filozof (promocja – 17 kwietnia 1978)
  - prof. dr hab. Bogdan Suchodolski – filozof, historyk nauki i kultury, pedagog (promocja – 9 października 1978)
- 1985
  - prof. dr hab. Rudolf Ranoszek – egiptolog, semitolog, orientalista, filolog, asyrolog, hetytolog, sumerolog (promocja – 8 maja 1985)
  - prof. dr hab. Jan Szczepański – humanista, socjolog (promocja – 7 października 1985)
- 1988
  - prof. dr hab. Manfred Lachs – prawnik (promocja – 3 października 1988)
- 1992
  - Eugène Ionesco – humanista, pisarz, sceptyk i analityk współczesnej kultury cywilizacji i społeczeństwa (wręczenie aktu nadania – 27 listopada 1992 w Paryżu)
  - Hans-Dietrich Genscher – prawnik, ekonomista, polityk (promocja – 7 października 1992)
- 1993
  - akademik Bożidar Widoeski – językoznawca (promocja – 1 marca 1993 w Skopje, Macedonia)
  - prof. dr Nullo Minissi(inne języki) – slawista, teoretyk i historyk literatury (promocja – 11 maja 1993)
  - prof. Josif Aleksandrowicz Brodski – poeta i prozaik rosyjski (promocja – 22 czerwca 1993)
- 1994
  - prof. dr Jean Nicod(inne języki) – geograf, geomorfolog (promocja – 7 lutego 1994)
  - prof. Richard Pipes – historyk, politolog, filozof (promocja – 19 maja 1994)
  - prof. Pierre Sadran(inne języki) – prawnik, politolog (promocja – 3 listopada 1994)
- 1995
  - prof. dr hab. Stanisław Barańczak – poeta, tłumacz, krytyk i teoretyk literatury (promocja – 5 czerwca 1995)
  - prof. Douve Wesselin Fokkema – badacz sinologii, niderlandystyki, amerykanistyki, epoki modernizmu i postmodernizmu zachodnioeuropejskiego (promocja – 7 grudnia 1995)
- 1996
  - prof. János Aczél – matematyk (promocja – 10 czerwca 1996)
  - prof. dr hab. Adam Strzałkowski – fizyk (promocja – 25 listopada 1996)
  - hrabia Jacques de Chalendar – prawnik, politolog (promocja – 10 grudnia 1996)
- 1997
  - Ryszard Kapuściński – pisarz, dziennikarz, reporter, publicysta (promocja – 17 października 1997)
  - prof. Jacques Derrida – filozof, twórca dekonstrukcjonizmu (promocja – 11 grudnia 1997)
- 1999
  - Tadeusz Różewicz – poeta, dramatopisarz, prozaik, eseista (promocja – 22 stycznia 1999)
- 2000
  - prof. DDr. H. C Dr. Franz Bydlinski(inne języki) – prawnik, cywilista (promocja – 6 kwietnia 2000)
- 2001
  - prof. dr hab. Andrzej Lasota – matematyk (promocja – 10 listopada 2001)
- 2003
  - prof. Józef Szajna – artysta malarz, grafik, scenograf, reżyser, teoretyk sztuki, pedagog, twórca teatru autorskiego (promocja – 22 maja 2003)
- 2005
  - prof. dr Peter Hänggi(inne języki) – fizyk (promocja – 9 grudnia 2005)
- 2006
  - prof. zw. dr Wincenty Okoń – humanista, pedagog, dydaktyk, pedeutolog (promocja – 5 grudnia 2006)
- 2007
  - prof. dr Johannes Georg Bednorz – fizyk, laureat Nagrody Nobla w 1987 roku (promocja – 25 kwietnia 2007)
  - prof. Jerzy Stuhr – aktor teatralny i filmowy, reżyser (promocja – 9 listopada 2007)
  - abp dr Damian Zimoń – autor wybitnych dzieł o tematyce teologicznej i społecznej (promocja – 27 listopada 2007)
- 2008
  - prof. Jon Ove Hagen(inne języki) – światowej sławy badacz lodowców i środowiska przyrodniczego obszarów polarnych (promocja – 20 maja 2008)
  - prof. dr hab. inż. Jan Węglarz – światowej sławy informatyk, twórca infrastruktury informatycznej dla środowiska naukowego w Polsce (promocja – 2 lipca 2008)
  - prof. zw. dr hab. Irena Bajerowa – badaczka dziejów języka polskiego (promocja – 4 grudnia 2008)
  - prof. zw. dr hab. Kazimierz Polański – językoznawca, współtwórca polskiej terminologii językoznawczej (promocja – 18 grudnia 2008)
- 2010
  - Prof. zw. dr hab. inż. Jerzy Buzek – polityk, profesor nauk technicznych, poseł na Sejm III kadencji oraz premier rządu RP w latach 1997–2001, od 2004 r. poseł do Parlamentu Europejskiego VI i VII kadencji, a od 14 lipca 2009 r. jego przewodniczący (promocja – 11 czerwca 2010)
  - Kardynał Zenon Grocholewski – prefekt watykańskiej Kongregacji Edukacji Katolickiej, ekspert prawa kanonicznego, współtwórca obecnego Kodeksu Prawa Kanonicznego Kościoła katolickiego (promocja – 25 listopada 2010)
- 2011
  - prof. zw. dr hab. Maksymilian Pazdan – jeden z najwybitniejszych polskich cywilistów (promocja – 18 października 2011)
  - prof. dr hab. Walery Pisarek – prasoznawca i komunikolog (promocja – 7 grudnia 2011)
- 2012
  - Sławomir Mrożek – polski dramaturg i prozaik (promocja – 23 marca 2012)
  - Wojciech Kilar – kompozytor, twórca utworów orkiestrowych, kameralnych, wokalno-instrumentalnych, muzyki filmowej, współtwórca polskiej szkoły awangardowej (promocja – 18 czerwca 2012)
  - Prof. Dr. Dr. h.c. mult. Christian von Bar – profesor prawa cywilnego, prawa międzynarodowego oraz prawa porównawczego niemieckiego obszaru prawnego (promocja – 12 października 2012)
- 2014
  - Prof. Zbigniew Kwieciński – humanista, twórca polskiej szkoły socjologii edukacji (promocja – 20 maja 2014)
  - Prof. Wojciech Radecki(inne języki) – prawnik, współtwórca polskiej nauki prawa ochrony środowiska (promocja – 16 czerwca 2014)
  - Tomas Tranströmer – poeta, laureat Nagrody Nobla w dziedzinie literatury w 2011 roku (promocja – 12 września 2014)
- 2015
  - Szczepan Wesoły – opiekun i duszpasterz Polonii na świecie, delegat Prymasa Polski dla duszpasterstwa emigracji (promocja – 14 stycznia 2015)
  - Prof. Rainer Waser(inne języki) – specjalista z zakresu fizyki nieporządku w sieciach krystalicznych ciał stałych oraz światowej klasy ekspert z zakresu fizycznych mechanizmów przełączania rezystywnego w pojedynczych i podwójnych tlenkach metali przejściowych (promocja – 22 stycznia 2015)
  - Ks. prof. Michał Heller – laureat nagrody J. Templetona, członek m.in.: Papieskiej Akademii Nauk, Obserwatorium Watykańskiego, European Society for the Study of Science and Theology, The Center for Theology and the Natural Sciences, Polskiej Akademii Umiejętności, Towarzystwa Astronomicznego i Towarzystwa Teologicznego, Kawaler Orderu Orła Białego i Krzyża Komandorskiego Odrodzenia Polski (promocja – 11 marca 2015)
  - Prof. John M. Swales(inne języki) – humanista, uczony, twórca naukowych podstaw nowoczesnej analizy gatunków dyskursów wspólnoty akademickiej (promocja – 24 września 2015)
- 2016
  - Prof. Maria Delaperrière – badaczka nowoczesnej kultury i literatury polskiej, komparatystka, popularyzatorka kultury i literatury polskiej w kręgach zagranicznych badaczy i wśród czytelników, zwłaszcza w obszarze recepcji francuskiej (promocja – 22 czerwca 2016)
- 2017
  - Prof. Jerzy Mikułowski Pomorski – uczony, medioznawca i komunikolog, autor licznych prac z zakresu socjologii kultury, socjologii stosunków międzynarodowych, komunikacji międzykulturowej i komunikacji medialnej (promocja – 15 listopada 2017)
- 2018
  - Prof. John Maxwell Coetzee – pisarz, zdobywca literackiej Nagrody Nobla (2003), literaturoznawca oraz tłumacz (promocja – 23 października 2018)
- 2019
  - Prof. Tadeusz Lewowicki – pedagog, twórca szkoły naukowej – pedagogiki wielostronnej i pedagogiki międzykulturowej (promocja – 4 czerwca 2019)
  - Prof. Paul Lagarde(inne języki) – prawnik zajmujący się prawem prywatnym międzynarodowym (promocja – 12 września 2019)
  - Ks. prof. Janusz Mariański – socjolog specjalizujący się w socjologii moralności i socjologii religii (promocja – 3 grudnia 2019)
- 2021
  - Lek. Jolanta Wadowska-Król – lekarka pediatra, która w latach siedemdziesiątych rozpoczęła badania dotyczące narażenia na ołowicę dzieci mieszkających w pobliżu Huty Szopienice (promocja – 24 czerwca 2021)
  - Jordi Savall – muzyk i kompozytor, interpretator muzyki dawnej, zwłaszcza renesansu i baroku, instrumentalista (promocja – 18 listopada 2021)

- 2022
  - Prof. Román Tauler Ferré – pracuje w Instytucie Oceny Środowiska i Badań Wody należącym do Rady Badań Naukowych Hiszpanii. Podejmowane przez niego kierunki badań najlepiej opisuje słowo „chemometria” – dyscyplina integrująca wiedzę z chemii, statystyki, matematyki i informatyki (promocja – 28 kwietnia 2022)
  - Ananda Devi Anenden – pisarka, autorka kilkunastu powieści, kilku zbiorów nowel i poezji (promocja – 22 czerwca 2022)
  - Prof. Michael C. Mackey – emerytowany profesor fizjologii i dyrektor Centre for Applied Mathematics in Bioscience and Medicine McGill University w Montrealu, specjalista z zakresu biologii matematycznej (promocja – 29 listopada 2022)
- 2024
  - Prof. Jerzy Nikitorowicz – pedagog, twórca szkoły naukowej – pedagogiki międzykulturowej oraz idei Uniwersytetu Pogranicza (promocja – 25 czerwca 2024)